# The other lamb
The other lamb es una película de terror de 2019 dirigida por Małgorzata Szumowska, su primer largometraje en inglés. 

## Trama
En un lugar indeterminado, en plena naturaleza, vive desde hace tiempo una comunidad enteramente femenina, a excepción de su guía espiritual, un hombre polígamo que se hace llamar Pastor. Las mujeres de esta comuna se dividen en esposas, que pueden tener relaciones sexuales con el Pastor, y hermanas, las muchachas más jóvenes. Los dos grupos se distinguen por el color de sus ropas: rojo para las esposas, azul para las hermanas. Nunca se aclara el origen de la secta, pero se menciona cómo el Pastor comenzó a acoger a mujeres o niñas en dificultad que huían de realidades críticas, ofreciéndoles consuelo. Este último, sin embargo, ejerce una profunda influencia sobre las mujeres de la comuna, basándose también en la creación de un culto religioso, llamado "El rebaño", con una precisa narrativa mitológica que tiene como objetivo la culpa y la despersonalización de la mujer, capaz de redimirse solo por la gracia del hombre, que se materializa precisamente en la relación sexual con el Pastor.
Según esta narración, la mujer sería "pura" solo durante la infancia y, con la llegada de la menarquia se untaría de su propia culpa, cambiando su vestido por uno rojo. Será un episodio como este el que dará lugar a los acontecimientos que perturbarán a la joven Selah, la protagonista de la historia, cuya madre murió en el parto.

## Producción
El rodaje de la película comenzó en febrero de 2019 en el condado de Wicklow, Irlanda, donde se desarrolló durante cinco semanas.
La película tuvo su estreno mundial en el Festival Internacional de Cine de Toronto el 6 de septiembre de 2019.